# La Tinaja, San Miguel de Allende
La Tinaja är en ort i Mexiko.   Den ligger i kommunen San Miguel de Allende och delstaten Guanajuato, i den centrala delen av landet, 250 km nordväst om huvudstaden Mexico City. La Tinaja ligger 1 932 meter över havet och antalet invånare är 466.
Terrängen runt La Tinaja är platt åt nordost, men åt sydväst är den kuperad. Runt La Tinaja är det ganska tätbefolkat, med 96 invånare per kvadratkilometer. Närmaste större samhälle är San Miguel de Allende, 19,6 km öster om La Tinaja. I omgivningarna runt La Tinaja växer huvudsakligen savannskog.